# Earthquake (film)
Pour les articles homonymes, voir Earthquake.
Pour plus de détails, voir Fiche technique et Distribution.
Earthquake (en russe : Землетрясение, Zemletryasenie) est un film catastrophe russo-arménien de Sarik Andreassian sorti en 2016. Le scénario a pour origine le séisme de 1988 en Arménie.
Le film est soumis à la 89e cérémonie des Oscars pour le meilleur film en langue étrangère par l'Arménie mais n'est pas retenu.

## Synopsis
À la suite du terrible tremblement de terre de 1988 en Arménie, un père de famille russe et un jeune arménien décident de porter secours aux survivants et de retrouver leurs proches.

## Fiche technique
Sauf indication contraire, les informations mentionnées dans cette section peuvent être confirmées par la base de données cinématographiques IMDb,  présente dans la section « Liens externes ».
- Titre original complet : Zemletryasenie
- Titre original non latin : Землетрясение
- Titre français : Earthquake
- Titre à l'international : The Earthquake
- Réalisation : Sarik Andreassian
  - Assistant : Alexeï Smoliar
- Scénario : Alexeï Gravitski, Sergueï Ioudakov (avec la participation de Grant Barsegyan (sous le nom de Hrant Barsegyan) et d'Arsen Danielyan
- Photographie : Iouri Korobeïnikov
- Vidéo : Alexeï Khnoukine, Iakov Mironichev
- Effets visuels : Larinine Ivan, Sacha Sazanovitch
- Couleurs : Andreï Mesniankine
- Production : Gevond Andreassian, Sarik Andreassian, Ruben Dishdishyan, Aram Movsesyan
- Remerciements : Daniel Chapovalov
- Société de distribution : Movie Cloud (Taïwan)
- Genre : catastrophe
- Pays :  Arménie,  Russie
- Langue : arménien, anglais, français
- Durée : 101 minutes
- Dates de sorties :
  -  Arménie : 13 septembre 2016
  -  États-Unis : 27 octobre 2016
  -  Canada : 16 novembre 2016
  -  Russie : 1er décembre 2016
  -  Estonie : 2 décembre 2016
  -  Lituanie : 2 décembre 2016
  -  Taïwan : 17 mars 2017

## Distribution
Sauf indication contraire, les informations mentionnées dans cette section peuvent être confirmées par la base de données cinématographiques IMDb,  présente dans la section « Liens externes ».
- Konstantin Lavronenko : Konstantin Berejnoï
- Maria Mironova : Anna Berejnaïa
- Anastasia Savkina : Katia Berejnaïa
- Danil Mouraviev-Izotov : Vania Berejnoï
- Viktor Stepanyan : Robert Melkonyan / père de Robert enfant
- Émile Kirakosyan : Robert enfant
- Tatev Ovakimyan : Lilit
- Mikael Aramyan : Souren, frère aîné de Lilit
- Michael Poghosian : Erem
- Asmik Aleksanyan : Achkhen, épouse d'Erem
- Sabina Akhmedova : Gayanè, fille d'Erem
- Michael Janibekyan : Micha
- Sos Janibekyan : Senik
- Armen Margaryan : Armen Akopyan
- Arevik Martirosyan : Marina
- Artiom Chkliaïev : Arseni
- Marjan Avetisyan : mère d'Arseni
- Artiom Bystrov : chauffeur du camion grue
- Arsen Grigoryan : le rouquin
- Sargis Grigoryan : Varouj
- Hrant Tokhatyan : un conscrit
- Vruyr Harutyunyan : père du conscrit
- Artak Kazaryan : un homme en pleurs
- Arman Novosardyan : le frisé
- Elena Ossipova : infirmière
- Sebastien Sisak : Didier, cynologue
- Irina Bezroukova : la stewardess

## Distribution à l'international
Selon Variety, Earthquake a été acquis par de nombreuses sociétés de distributions fin novembre 2016,.